# 말랑 디에디우
말랑 디에디우(프랑스어: Malang Diedhiou, 1973년 4월 3일 ~ )는 세네갈의 축구 심판이다. 2008년부터 국제축구연맹 주관 대회의 심판을 맡고 있으며, 러시아에서 개최된 2017년 FIFA 컨페더레이션스컵에서는 비디오 판독심을 맡기도 했다.

## 심판 경력

### FIFA 월드컵
2018년 FIFA 월드컵
- 2018년 6월 17일:  코스타리카 -  세르비아 (E조)
- 2018년 6월 25일:  우루과이 -  러시아 (A조)
- 2018년 7월 2일:  벨기에 -  일본 (16강전)

### 올림픽
2016년 하계 올림픽
- 2016년 8월 4일:  피지 -  대한민국 (C조)
- 2016년 8월 10일:  일본 -  스웨덴 (B조)

### FIFA U-17 월드컵
2015년 FIFA U-17 월드컵
- 2015년 10월 22일:  뉴질랜드 -  시리아 (F조)
- 2015년 10월 28일:  대한민국 -  벨기에 (16강전)

### 아프리카 네이션스컵
2015년 아프리카 네이션스컵
- 2015년 1월 22일:  카보베르데 -  콩고 민주 공화국 (B조)

2017년 아프리카 네이션스컵
- 2017년 1월 21일:  이집트 -  우간다 (D조)
- 2017년 1월 24일:  토고 -  콩고 민주 공화국 (C조)
- 2017년 2월 1일:  부르키나파소 -  이집트 (준결승전)